# Samar, Ukraina
Samar (ukrainska: Самар) är en stad i Dnipropetrovsk oblast i centrala Ukraina. Staden ligger vid floden Samara, cirka 25 kilometer nordost om Dnipro. Novomoskovsk beräknades ha 69 855 invånare i januari 2022.